# Думська
Думська (рос. Думская) — українське інтернет-видання, входить до медіахолдингу разом із телеканалом «Думська ТБ». Один з основних інформаційних порталів Одещини, створений 2008 року. Матеріали публікуються українською та російською мовами.

## Історія
2 травня 2014 року в Одесі, під час зіткнень прибічників Євромайдану та антимайдану, постраждало щонайменше четверо журналістів, в тому числі головний редактор видання Олег Константинов отримав поранення руки, куля пройшла навиліт. Журналісту було зроблено операцію. Константинов був на подіях на Грецькій вулиці як журналіст, мав при собі фотоапарат і фіксував події.

## Діяльність

### Думська в інтернеті
Інтернет-видання має власні додатки для Android, iOS і канали в Telegram, Instagram та YouTube.

## Вплив на інтернет-видання

### Обшук у будівлі телеканалу
20 грудня 2019 року в будівлі телеканалу «Думська» на вулиці Канатній в Одесі було проведено обшуки в рамках розслідування НАБУ щодо можливого зловживання службовими особами Одеської обласної ради під час продажу 2018 року нежитлових приміщень на Лідерсівському бульварі, 13 на користь ТОВ «Крок вперед». НАБУ вилучило комп'ютери телеканалу, заявивши, що це не пов'язано з діяльністю телеканалу. Представники видання назвали обшуки політично мотивованими.